# Les Crosets
Les Crosets is een gehucht gelegen in Zwitserland. Het is er ieder jaar erg toeristisch vooral vanwege haar ligging in het grootste skigebied ter wereld de Portes du Soleil. Zomers wordt het overspoeld door mountainbikers. In 2011 werd het wereldkampioenschap Mountain Bike in Champery en Les Crosets gehouden.

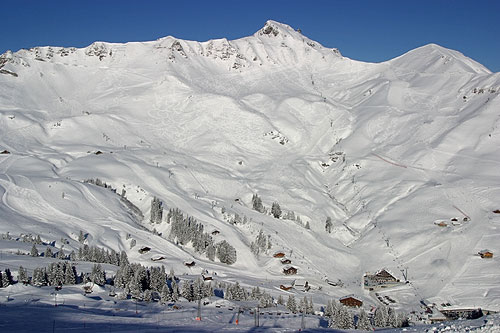
Les Crosets met la pointe de Mossetes
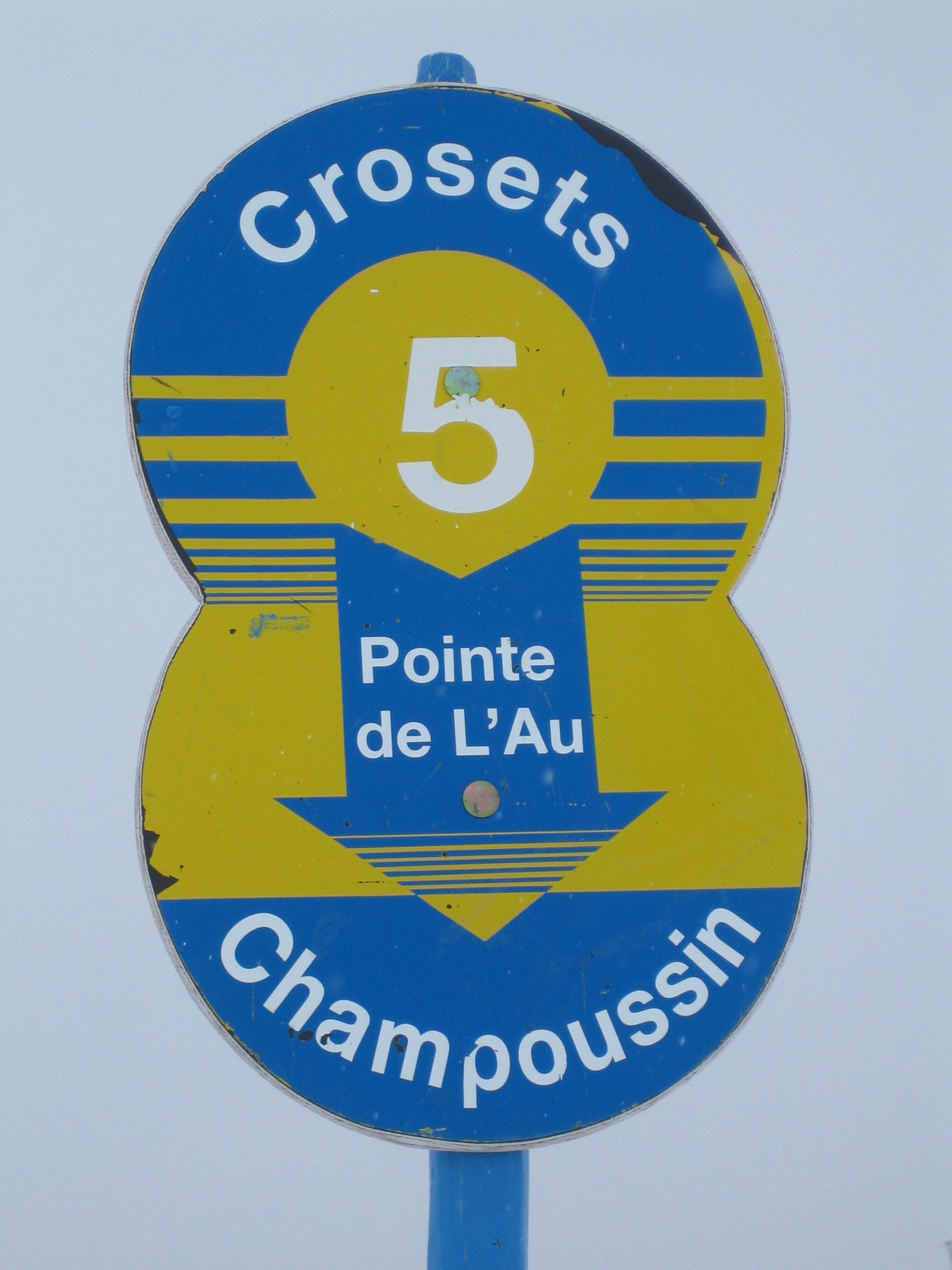
Oud bord van een blauwe skipiste in Les Crosets

## Geboren
- Corinne Rey-Bellet (1972-2006), skiester. De zwangere Corinne werd, evenals haar broer, door haar man in het familiechalet, dat centraal in het dorp ligt, op 30 april 2006 vermoord; haar moeder raakte zwaargewond.